# 제1사단 (일본군)
제1사단(第1師団 다이 이치 시단[*], 별명 "고쿠병단(玉兵団)"은 일본 제국 육군의 첫 번째 보병 사단이다. 일본 제국 육군의 역사 중에서 가장 오래된 6개 사단 중 하나로서 청일 전쟁, 러일 전쟁, 태평양 전쟁에 참전하였다.

## 역사

### 초기
제1사단은 1871년에 창설된 도쿄 진다이(東京鎮台)를 프로이센 왕국의 군사 고문인 야콥 맥켈의 권고를 받아들여 1888년 5월 14일에 사단으로 재편성하면서 창설되었다.
1895년 도쿄 방어총감부가 설립될때까지 도쿄 위수사령부를 겸임하였다가, 1901년 4월 10일에 다시 도쿄를 담당하는 도쿄 위수사령부로 재겸임되었다.
1908년 1월에 있었던 제16사단의 집단 탈영 사건에서 2개월이 지난 3월에 훈련을 마친 제1사단의 병사 30명이 훈련을 따라갈 수 없어서 대대장과 면담을 하기 위해 도야마에 있는 훈련장에서 대대장의 집으로 향했으나, 찾지 못하고 헤매는 바람에 하루를 넘겨버려서 그들은 집단 탈영으로 처리되었다.

### 만주국
1936년 2월 22일, 만주국에 배치될 예정이었으나, 일부 장교들에 의한 2·26 사건이 일어나 사단에 예속된 보병 제1, 3연대와 야전중포병 제7연대가 2·26 사건에 참가하였다.
이듬해 1937년 만주국에 배치되어 관동군에 예속되었다. 9월 1일에 위수지역을 담당할 부대인 제101사단이 창설되었다. 6월 19,일 소련-일본 국경 분쟁이 일어나서 소련과 일본 제국은 흑룡강과 헤이허시에서 충돌하였다. 제1사단은 할힌골 전투에 참가하였다.

### 태평양 전쟁
제1사단이 태평양 전쟁에 투입되기로 결정나자, 1944년 11월 1일 레이터 서부 해안의 오르모크에 상륙하여 야마시타 도모유키 대장의 제14방면군에 예속된 뒤, 오르모크와 레이테에서 미군과 필리핀군과 전투를 벌였다.
야전포 제1연대를 남겨두고 세부섬으로 옮겨가 대항했지만, 미국 제8군과 필리핀 게릴라의 공격을 받고 패배하였다.

## 구조

### 소속
- 제14방면군; 1944-1945

### 편성
| 창설 당시 - 사단 사령부 (도쿄) - 보병 제1여단 (도쿄) - 보병 제1연대 (도쿄) - 보병 제15연대 (타카자키) - 보병 제2여단 - 보병 제2연대 - 보병 제3연대 (도쿄) - 기병 제1대대 (도쿄) - 포병 제1대대 (도쿄) - 공병 제1대대 (도쿄) - 치중병 제1대대 (도쿄) | 중일 전쟁 직전 - 사단 사령부 (도쿄) - 보병 제1여단 (도쿄) - 보병 제1연대 (도쿄) - 보병 제49연대 - 보병 제2여단 - 보병 제3연대 - 보병 제57연대 - 기병 제2여단 (나라시노) - 기병 제1연대 (도쿄) - 기병 제15연대 (나라시노) - 기병 제16연대 (나라시노) - 야전중포병 제3여단 - 야전중포병 제1연대 - 야전중포병 제7연대 - 야전 포병 제1연대 (도쿄) - 요코스카 중포병연대 (요코스카) - 고사포 제2연대 - 전차 제2연대 (나라시노) - 공병 제1연대 (도쿄) - 치중병 제1연대 (도쿄) | 1945년 - 사단 사령부 (도쿄) - 보병 제1연대 (도쿄) - 보병 제49연대 (고후) - 보병 제57연대 (사쿠라) - 수색 제1연대 (도쿄) - 야전포 제1연대 (도쿄) - 공병 제1연대 (도쿄) - 치중병 제1연대 (도쿄) - 제1사단 통신대 - 제1사단 병기근무대 - 제1사단 야전병원 - 제1사단 방역급수대 |